# Night owl (Gerry Rafferty)
Nigh owl is het derde studio- en soloalbum van Gerry Rafferty. Het bevat muziek die lijkt op zijn vorige succesvolle album City to City. Nigh owl was echter niet zo’n succes als zijn voorganger, mede door het ontbreken van een single die de kar kon trekken. De single "Night owl" scoorde nog wel een vijfde plaats in het Verenigd Koninkrijk, maar haalde in Nederland de hitparades niet.
Het album dat opnieuw in een platenhoes van John Byrne was gestoken, is opgenomen in de Chipping Norton Studio. Richard en Linda Thompson (ex-Fairport Convention) speelden op dit album mee en Rafferty ondersteunde financieel de opname van hun album, dat echter nooit uitgegeven werd. 

## Musici
- Gerry Rafferty – zang, toetsinstrumenten
- John Kirkpatrick – accordeon
- Richard Thompson – gitaar, mandoline
- Mo Foster – basgitaar
- Barbara Dickson - achtergrondzang
- Richard Harvey - orgel, synthesizer, blokfluit, penny whistle (ex-Gryphon)
- Richard Brunton - gitaar
- Hugh Burns - gitaar
- Betsy Cook - achtergrondzang
- Tommy Eyre - synthesizer, piano
- Liam Genockey – drums
- Graham Preskett – viool, fiddle, mandoline, piano (ex-Gryphon)
- Raphael Ravenscroft – saxofoon, lyricon op "Night owl"
- Frank Ricotti – percussie
- Linda Thompson - achtergrondzang
- Pete Wingfield - orgel
- Gary Taylor – basgitaar, zang

## Muziek
Allen van Rafferty

| Nr. | Titel                      | Duur |
| --- | -------------------------- | ---- |
| 1.  | Days gone down             | 6:27 |
| 2.  | Night owl                  | 6:09 |
| 3.  | The way that you do it     | 5:06 |
| 4.  | Why won't you talk to me   | 3:56 |
| 5.  | Get it right next time     | 4:39 |
| 6.  | Take the money and run     | 5:48 |
| 7.  | Family tree                | 5:55 |
| 8.  | Already gone               | 4:52 |
| 9.  | The tourist                | 4:14 |
| 10. | It's gonna be a long night | 4:22 |

## Hitnotering

### NederlandseAlbum Top 100
| Hitnotering: 02-06-1979 t/m 01-09-1979 | Hitnotering: 02-06-1979 t/m 01-09-1979 | Hitnotering: 02-06-1979 t/m 01-09-1979 | Hitnotering: 02-06-1979 t/m 01-09-1979 | Hitnotering: 02-06-1979 t/m 01-09-1979 | Hitnotering: 02-06-1979 t/m 01-09-1979 | Hitnotering: 02-06-1979 t/m 01-09-1979 | Hitnotering: 02-06-1979 t/m 01-09-1979 | Hitnotering: 02-06-1979 t/m 01-09-1979 | Hitnotering: 02-06-1979 t/m 01-09-1979 | Hitnotering: 02-06-1979 t/m 01-09-1979 | Hitnotering: 02-06-1979 t/m 01-09-1979 | Hitnotering: 02-06-1979 t/m 01-09-1979 | Hitnotering: 02-06-1979 t/m 01-09-1979 | Hitnotering: 02-06-1979 t/m 01-09-1979 | Hitnotering: 02-06-1979 t/m 01-09-1979 |
| Week:                                  | 1                                      | 2                                      | 3                                      | 4                                      | 5                                      | 6                                      | 7                                      | 8                                      | 9                                      | 10                                     | 11                                     | 12                                     | 13                                     | 14                                     |                                        |
| -------------------------------------- | -------------------------------------- | -------------------------------------- | -------------------------------------- | -------------------------------------- | -------------------------------------- | -------------------------------------- | -------------------------------------- | -------------------------------------- | -------------------------------------- | -------------------------------------- | -------------------------------------- | -------------------------------------- | -------------------------------------- | -------------------------------------- | -------------------------------------- |
| Positie:                               | 25                                     | 20                                     | 11                                     | 11                                     | 13                                     | 17                                     | 19                                     | 30                                     | 37                                     | 39                                     | 41                                     | 41                                     | 46                                     | 49                                     | uit                                    |